# Erik Sandblad

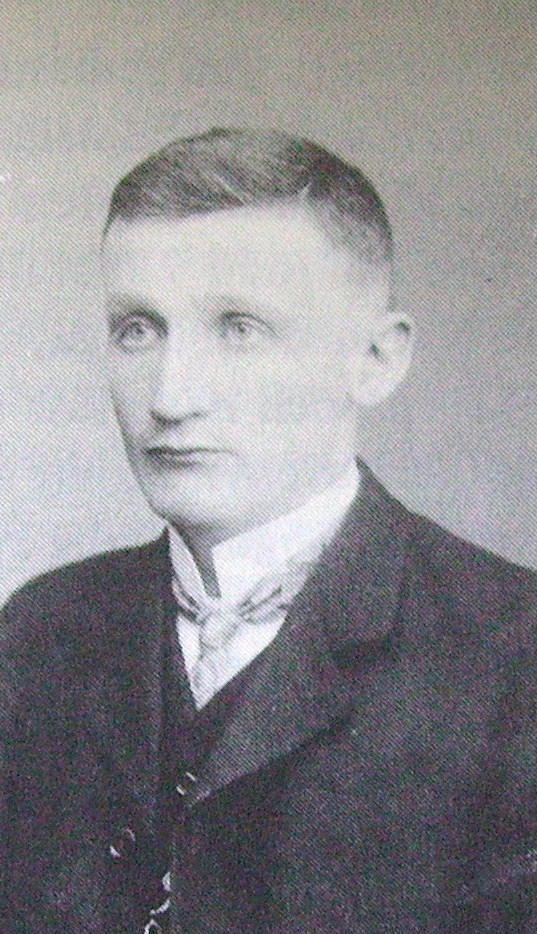
Erik Sandblad cirka 1910.

Nils Håkan Erik Sandblad, född 22 oktober 1881 i Rydaholm, Grannkärrs komministergård, död 20 februari 1920 i Hindås, var en svensk jurist och politiker. 
Han var son till Nils Sandblad och Mathilda Sjögren. När Erik var fem år gammal flyttade familjen till Göteborg, där hans far då blivit kyrkoherde i Gamlestads församling. År 1892 blev han elev vid Göteborgs högre latinläroverk. År 1901 tog han mogenhetsexamen, och samma år blev han inskriven vid Göteborgs nation i Lund vid Lunds universitet. År 1905 tog Sandblad juris utriusque kandidatexamen och började tjänstgöring vid Ingelstads och Järrestads domsaga med tingsställe i Hammenshög och Simrishamn. Vid tingstjänstgöringens slut erhöll Sandblad titeln vice häradshövding. 
Efter studierna flyttade Sandblad till Göteborg, där han 1907 anställdes på Friman & Carlander Advokatbyrå. År 1910 blev Erik Sandblad juridiskt ombud vid Älvsborgs hypoteksförening (1850). Familjen Sandblad flyttade till en våning på Gustaf Adolfs torg 3. Under valet 1912 invaldes Sandblad till Göteborgs stadsfullmäktige. År 1914 invaldes Sandblad till drätselkammarens andra avdelning. År 1918 blev Sandblad ordförande för drätselkammarens andra avdelning. Och det var just i egenskap av sin position här som Sandblad kom att spela ett avgörande inflytande. 
Erik Sandblad sökte verka mot bostadsbristen. Flera områden i Göteborg kom att exploateras genom ärenden som kan förknippas med Sandblads namn som politiskt signum, som Lorensbergsteatern, spårvägen mot bebyggelsen i Lundby.  
År 1919 avsade sig Sandblad sig alla kommunala uppdrag på grund av sitt motstånd mot högerpartiets tillmötesgående gentemot rösträttsreformerna, en negativ inställning han upprätthöll tillsammans med Arne Forssell. Sandblad hade ett stort intellektuellt och ekonomiskt inflytande på Göteborgs Aftonblad. Han avled av lunginflammation 1920. Jordfästningen ägde rum den 26 februari 1920 i Härryda kyrka, där Magnus Wieselgren var officiant.   
Erik Sandblad var gift med Doris Sofia Frunck (1888–1976). Han var far till Henrik Sandblad och farfar till Håkan Sandblad. Vidare var han farbror till Nils Gösta Sandblad. Makarna Sandblad är begravda på Härryda kyrkogård.